# Donald Antrim
Donald Antrim (Sarasota, Florida, 1958 –) amerikai író. 1993-ban jelent meg első regénye Elect Mr. Robinson for a Better World címmel.
Magyarul Pszichoparti a palacsintázóban címmel olvasható harmadik regénye a Ulpius modern könyvtár sorozatban (ford. Komáromy Rudolf, Ulpius-ház, Bp., 2002).

## Bibliográfia
| Eredeti cím                           | Megjelenési adatok            | Magyar fordítás                | Megjelenési adatok                                  |
| ------------------------------------- | ----------------------------- | ------------------------------ | --------------------------------------------------- |
| Elect Mr. Robinson for a Better World | New York, Viking, 1993        |                                |                                                     |
| The hundred brothers : a novel        | New York, Crown Pub, 1997     |                                |                                                     |
| The Verificationist                   | New York, Vintage Books, 2000 | Pszichoparti a palacsintázóban | ford.: Komáromi Rudolf, Budapest, Ulpius-ház, 2002, |
| The Afterlife: A Memoir               | New York, Picador, 2006       |                                |                                                     |

## Magyarul
- Pszichoparti a palacsintázóban; ford. Komáromy Rudolf; Ulpius-ház, Bp., 2002 (Ulpius modern könyvtár)